# Julie Ward

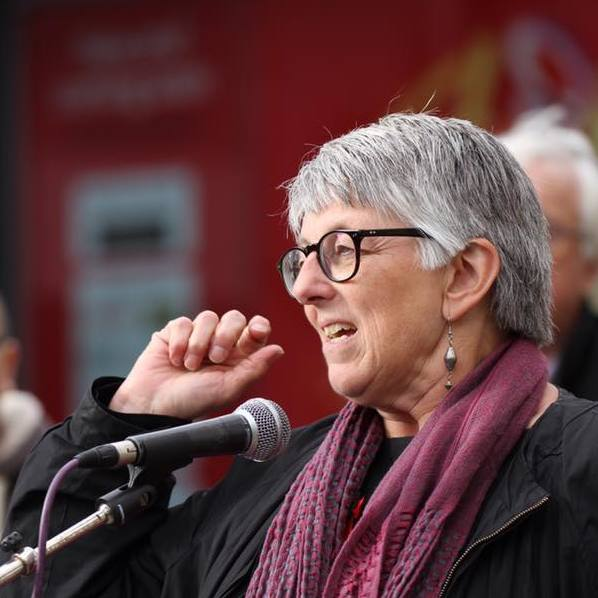
Julie Ward

Julie Ward (* 7. März 1957 in Ripon) ist eine britische Politikerin der Labour Party.

## Leben
Von Juni 2014 bis zum 31. Januar 2020 war Ward Abgeordnete im Europäischen Parlament. Dort war sie Mitglied im Ausschuss für Kultur und Bildung sowie Mitglied in der Delegation für die Beziehungen zu Bosnien und Herzegowina und dem Kosovo.